# 石田仁太郎
石田 仁太郎（いしだ じんたろう、慶応2年4月8日（1866年5月22日） - 昭和15年（1940年）12月31日）は、日本の政治家、弁護士。栃木県宇都宮市長、衆議院議員などを歴任した。

## 経歴
熊本県に生まれる。明治法律学校を卒業し弁護士となる。1899年（明治32年）9月から1903年（明治36年）9月まで河内郡選出の栃木県会議員を務め、1899年11月からは県会副議長を務めた。1904年（明治37年）の第9回衆議院議員総選挙で栃木県郡部選挙区から立候補して当選。衆議院議員は連続3期務め当初は憲政本党に所属したが後に立憲国民党に参加している。
その後、1929年（昭和4年）6月22日に宇都宮市長に就任。市長在任中には刑務所の移転を実現している。刑務所の跡地には東武宇都宮駅が新設されて宇都宮南部地域の発展に寄与した。また、学校の改築や道路の整備などにも取り組み市の発展に貢献した。1932年（昭和7年）11月13日、健康不良のため市長を辞職した。
1940年（昭和15年）、死去した。